# Стеліяна Ністор
Стеліяна Ністор (рум. Steliana Nistor, 15 вересня 1989) — румунська гімнастка, олімпійська медалістка.

## Виступи на Олімпіадах
| Олімпіада  | Дисципліна        | Місце             |
| ---------- | ----------------- | ----------------- |
| Пекін 2008 | вільні врави      | 24 (кваліфікація) |
| Пекін 2008 | різновисокі бруси | 7                 |
| Пекін 2008 | колода            | 22 (кваліфікація) |
| Пекін 2008 | абсолютний залік  | 5                 |
| Пекін 2008 | командний залік   | 3                 |